# Leionema lamprophyllum
Leionema lamprophyllum es una especie de arbusto perteneciente a la familia de las rutáceas. Es un endemismo del sudeste de Australia.

## Descripción
Es un arbusto que alcanza un tamaño de 2 m de altura, con tallos verrugosos, minuciosamente pubescentes con pelos estrellados y simples, tallos cilíndricos a ± ángulo cuando son jóvenes. Las hojas elípticas a obovadas o amplias ± circularres, de 0.3-1 cm de largo, 2-4 mm de ancho, planas o convexas, el ápice redondeado, márgenes enteros o erosionados cerca del ápice, liso, glabro, brillante por el haz. Las flores solitarias en las axilas de las hojas terminales y brácteas  1-3 en pedúnculos cortos. Cáliz con lóbulos carnosos, triangulares, valvados. Pétalos de 3-4 mm de largo, blancos.

## Distribución
Crece sobre lomas expuestas a mayores altitudes en Nueva Gales del Sur.

## Taxonomía
Leionema lamprophyllum fue descrita por (F.Muell.) Paul G.Wilson y publicado en Nuytsia  12(2): 275, en el año 1998.
Subespecies
- L.  lamprophyllum (F.Muell.) Paul G.Wilson  subsp. lamprophyllum
- L. lamprophyllum subsp. obovatum F.M.Anderson
- L. lamprophyllum subsp. orbiculare F.M.Anderson

Sinonimia
- Eriostemon lamprophyllus F. Muell. basónimo
- Phebalium lamprophyllum (F.Muell.) Benth.[1]